# Pelusios gabonensis
Pelusios gabonensis là một loài rùa trong họ Pelomedusidae. Loài này được Duméril mô tả khoa học đầu tiên năm 1856.